# Antonio Delli
Antonio Delli Rocioli Ferreira, conocido artísticamente como Antonio Delli (Caracas, 28  de febrero de 1966), es un actor venezolano, con una carrera destacada en televisión, doblaje, teatro y cine, además de locutor para el canal The History Channel para la Latinoamérica.

## Biografía
Estudio dos años en la carrera de Administración en la Universidad Católica Andrés Bello. Licenciado en Comunicación Social. Incursionó en el teatro en 1987. Inició sus estudios de teatro en el Taller Nacional de Teatro de la Fundación Rajatabla, academia en la que se formó por tres años. Posteriormente, perteneció al Teatro Nacional Juvenil de Venezuela.
Ha trabajado con las agrupaciones teatrales más importantes del país, entre las que figuran, La Fundación Rajatabla; Xiomara Moreno Producciones; El Teatro del Contrajuego; El grupo Actoral 80; Skena; La Quimera Teatro; La Compañía Nacional de Teatro; El Grupo Teatral Emergente; MJM Producciones; Kaizer Soze Teatro y Ópera Trasatlántica. 
Su talento se ha visto reflejado en cortometrajes y largometrajes, amparado por excelentes directores, entre quienes destacan en películas como Miranda, de Diego Rísquez y Una abuela virgen, de Olegario Barrera; además de otros escritores como Román Chalbaud; Raúl Prieto; Luis Alberto Lamata; Alexander Giner; Aleksander Szabunia; Pedro Camacho y William Morales.
Antonio ejerce desde hace casi diez años como locutor, siendo la voz oficial del canal The History Channel.En el doblaje, donde conocido por doblar a Vato Falman en la serie de anime Fullmetal Alchemist, a Robin en Batman: La serie animada y el Sr. Garrison en South Park (con un hiato entre la 10.ª y la 15.ª temporada).
En 2008 regresa a la televisión en la telenovela escrita por Mónica Montañés, ¿Vieja yo? en 2008, como Wincho Estaba. En 2011 participa en la telenovela escrita por Martin Hahn, La viuda joven, donde interpretó al Detective Julio Castillo, y en 2012, participa en otra telenovela del mismo escritor, Mi ex me tiene ganas, como el policía José Ernesto Navas.
En 2012 actúa para la serie de Cartoon Network y Televisa, La CQ, donde interpreta a Osvaldo Baldomero Pinto "El director". En el 2013 encarna a Luis Enrique Macho Vergara, un personaje gay, en la telenovela de Venevisión De todas maneras Rosa.
En 2015 participa en Amor secreto personificando a Carlos Ernesto Ferrándiz Aristizábal, un personaje que va en silla de ruedas. Para 2016 actuará en la telenovela Entre tu amor y mi amor.
Delli ha sido merecedor del Premio Municipal de Teatro como mejor actor, en tres ocasiones. También le fue conferido el premio Marco Antonio Ettedgui; El Mara de Oro. Y por cuarta vez fue galardonado con el reconocimiento del Universo de El Espectáculo, siendo nominado en 2013, como mejor actor al Premio Avencript.

## Filmografía

### Televisión
| Año       | Título                  | Rol                                  | Cadena     |
| --------- | ----------------------- | ------------------------------------ | ---------- |
| 2019-2020 | Carolay                 | Míster Buenísimo                     | Venevisión |
| 2016      | Entre tu amor y mi amor | Eloy Montserrat                      | Venevisión |
| 2015-2016 | Amor secreto            | Carlos Ernesto Ferrándiz Aristizábal | Venevisión |
| 2013-2014 | De todas maneras Rosa   | Luis Enrique Macho-Vergara Estévez   | Venevisión |
| 2012      | La CQ                   | Director Osvaldo Baldomero Pinto     | Televisa   |
| 2012      | Mi ex me tiene ganas    | José Ernesto Navas                   | Venevisión |
| 2011      | Natalia del mar         | Oscar Uzcátegui                      | Venevisión |
| 2011      | La viuda joven          | Julio Castillo                       | Venevisión |
| 2009-2010 | Un esposo para Estela   | José Carlos Guerrero                 | Venevisión |
| 2009      | Los misterios del amor  | Marcelo Doubóm                       | Venevisión |
| 2008-2009 | ¿Vieja yo?              | Wincho Estaba                        | Venevisión |
| 2006-2007 | Ciudad bendita          | Gonzalo Venturini                    | Venevisión |

### Cine
Desafió Urbano  (2018)   por anunciar.
- Muerte en Berruecos (2018) Comandante Mutis.
- Reverón (2011) - Alfredo Boulton
- Te espero del otro lado (2011) - Fausto
- Boves, El Urogallo (2010) - Diego Jalón
- Zamora: Tierra y hombres libres (2009) - José Tadeo Monagas
- Onda corta (2008) - Giménez
- Una abuela virgen (2007) - El Ángel
- Miranda (2006)
- Adán y Eva (2005)
- Real Madrid (2005)
- Rigoberto (2005)
- El papagayo (2001)
- Planeta de (2001)
- Anonymous (2000)

### Teatro
- El Feo (2015) - Lette.[7]
- El crédito (2015)
- Otelo (2014) - Yago.[8]
- Compadres (2014) - Juan Vicente Gómez.[9]
- Un enemigo del pueblo (2013) - Thomas Stockmann[10]
- Traición (2013)
- La leyenda de Robin Hood (2011) - Conde de Gisborne[11]
- Gorda (2011) - Danny
- Ciertas condiciones aplican
- La muerte y la doncella
- Sueño de una noche de verano
- Girasoles (2009)
- Monogamia (2008)
- El método Gronholm (2008)

### Doblaje

#### Series Animadas
- Batman: La serie animada - Dick Grayson / Robin / Nightwing
- South Park - Herbert Garrison (temporadas 1-9 y 16-17), Stephen Stotch (temporada 16-18), Lectura de aviso (temporadas 1-11 y 16-), y voces adicionales (temporadas 1-5)
- Las leyendas de Tatonka - Tatonka
- Jay Jay, el avioncito - Oscar
- Engie Bengie - Granjero Troy
- Bob Esponja - Larry Langosta (1ª voz), Chico Percebe (1ª voz) y Voces adicionales (1ª temporada)
- La Robot Adolescente - Don Prima
- Ginger - Jonas Foutley (1ª voz), Ian Richton
- Tak y el poder de Juju - Lok
- Danny Phantom - Johnny 13, Narración
- Dora, la Exploradora - Zorro (algunos capítulos)
- CatDog - Dunlap
- Clifford - Clifford (1ª Voz)
- Boo! - Narración
- Animaniacs - Mago Merlín (ep 26), Toni (ep 33)
- Batman del futuro - Ian Peek, Dr. Hodges y Suzuki/Repelente
- Save-Ums! - Colin y Letreros
- Kung Fu Dino Posse - Jet

#### Anime
- Vandread - Bart Garsus
- S.cry.ed - Kunihiko Kimishima
- Samurai 7 - Shichiroji
- Wolf's Rain - Hubb Lebowski
- Matantei Loki Ragnarok - Kotaro Hakinouchi
- Hellsing - Chris Pickman
- Fullmetal Alchemist - Vato Falman
- Sherlock Holmes - Sherlock Holmes
- Super Milk-chan Show - Casero
- Hungry Heart - Amigo de Kyosuke
- Steel Angel Kurumi - Amigo de Nakahito
- Solty Rei - Francotirador (ep 2)
- Galaxy Angel - Voces diversas

#### Series de TV
- 2016 Manicomio (miniserie) (IMAGEProduccionesMiniserie)
- Billy El Exterminador - Billy
- Episodios - Matt LeBlanc (Él mismo)
- Obsesivos - Voces Adicionales
- Missing Person Unit (Vermist) - Voces adicionales
- La CQ - Director Osvaldo Baldomero Pinto
- Escándalos - Isaías Pérez Haim / Jorge

#### Telenovelas Brasileñas
- Fuerza del Deseo - Ignacio Sobral (Fábio Assunção)
- Terra Nostra - Marco Antonio (doblaje venezolano)
- El Clavel y la Rosa - Héctor (1ª voz)
- Cuatro por cuatro - Fortunato

#### Dramas coreanos
- Manny - Manny
- Mil días de promesas - Yi Park

#### Películas
- Tormenta de lava - John Wilson
- El Bibliotecario y la daga del Destino - Noah Wyle (Flynn Carsen)
- Zolar: The Extreme Sports - Skit (padre de Zolar)
- Triaje - Mark Walsh (Colin Farrell)
- Mujeres en problemas - Travis McPherson (Simon Baker)
- Multiple Sarcasms - Gabriel (Timothy Hutton) (doblaje venezolano)
- Two Lovers - Leonard Kraditor (Joaquin Phoenix) (doblaje venezolano)
- Source Code - Donald Stevens (Scott Bakula), voces adicionales (doblaje venezolano)
- Sleepy Hollow - El jinete sin cabeza, Papá (doblaje venezolano)
- Psicópata americano - Hamilton, Maitre D' y voces adicionales (doblaje venezolano)
- El juego perfecto - Sr. Suárez, voces adicionales (doblaje venezolano)
- De Prada a Nada - Gabriel Domínguez Sr.
- Francotirador - Richard Miller (Billy Zane)
- Zolar y su patineta - Skip (doblaje venezolano)
- Asesinos en la carretera - Willow
- Mikey, el niño diabólico - David
- Escape de Sobibor - Thomas 'Toivi' Blatt
- Vidas robadas - Matthew Wakefield (Josh Lucas)
- Atrapados en la memoria - Saul (Jeremy Renner)

### Locución
- Voz oficial de The History Channel
- Sun Channel
- Vale TV
- HBO Plus
- Discovery Kids
- Conducción de "Con tu mascota" por 88.1 FM
- Conducción de "La hora pico" por 88.1 FM